# 걸프주

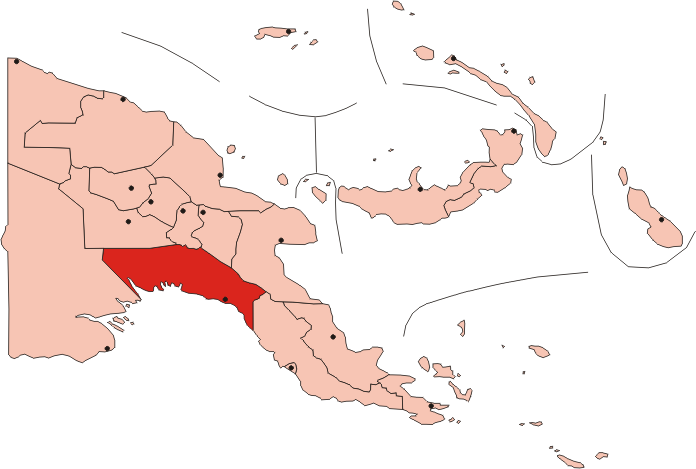
걸프 주

걸프주(Gulf)는 파푸아뉴기니 남해안에 위치한 주로 주도는 케레마이며 면적은 34,500km2, 인구는 106,898명(2000년 기준)이다. 산악 지대와 강 하류 삼각주 지대, 초원 지대로 나뉘며 키키오리 강과 투라마 강, 바이알라 강은 모두 걸프 주를 통해 바다로 흘러간다. 파푸아뉴기니에서 두 번째로 인구가 적은 주이다.